# Valerij Ivanovič Mežlauk
Valerij Ivanovič Mežlauk (in russo Валерий Иванович Межлаук?; Charkiv, 7 febbraio 1893 – 28 luglio 1938) è stato un politico sovietico.
È stato Presidente del Comitato di pianificazione di Stato (Gosplan) dal 1934 al 1937. Fu vittima delle purghe staliniane e fu giustiziato il 28 luglio 1938. Venne riabilitato postumo nel 1956.

## Biografia

### Primi anni
Valerij Ivanovič Mežlauk nacque il 7 febbraio 1893 a Char'kov nel Governatorato di Char'kov dell'Impero russo (l'attuale Ucraina), primo di cinque figli di un nobile lettone insegnante, e madre tedesca. 
Nel 1914 si laureò in storia e filologia e nel 1917 si laureò in giurisprudenza all'Università di Char'kov, dove insegnò anche dal 1913 al 1916. 
Si unì al movimento rivoluzionario e divenne membro del Partito Operaio Socialdemocratico Russo nel 1907 e del Partito Comunista dell'Unione Sovietica nel luglio 1917.

### Carriera
Dal 1918 al 1920, durante la guerra civile russa, prestò servizio come commissario militare provinciale a Kazan; commissario della finanza popolare della repubblica sovietica Doneck-Krivoj Rog, divenne in breve tempo; un membro del comitato regionale del Partito comunista ucraino del Donbass; membro del comando militare a Donec'k; membro del Consiglio militare rivoluzionario del 5°, 10°, 14° e 2 ° reggimento dell'Armata Rossa e commissario militare popolare dell'Ucraina. 
Tra il 1920-1924, Mežlauk fu commissario delle ferrovie tra Mosca e Mar Baltico, Mosca-Kursk e Nord. 
Nel 1921-1922, fu vice del Commissario capo per i trasporti, Feliks Dzeržinskij. 
Nell'agosto del 1923 fu nominato membro del collegio governativo del Commissariato dei trasporti del popolo. 
Rimase in quel posto fino al novembre 1924 quando fu trasferito al Presidio del Consiglio superiore dell'economia nazionale (VSNCh), l'agenzia di pianificazione economica principale sovietica. 
Rimase al VSNCh per gran parte del decennio, ottenendo la promozione a vicepresidente del Consiglio il 14 luglio 1928.
Il 31 maggio 1929, a Dearborn, nel Michigan, nella sua veste di vicepresidente del (VSNCh), Mežlauk, insieme al presidente di Amtorg e Saul Bron, firmò l'accordo con la Ford Motor Company per l'assistenza nella costruzione della prima fabbrica automobilistica sovietica la Gor'kovskij avtomobil'nyj zavod (GAZ) vicino a Nižnij Novgorod.
Nel novembre del 1931, Mežlauk fu nominato primo vicepresidente del Comitato di pianificazione di Stato (Gosplan), un'istituzione che stava emergendo come dipartimento di pianificazione economica centrale nello stato. 
Diventò presidente del Gosplan nell'aprile 1934. 
Fu anche nominato vicepresidente del Consiglio dei Commissari del popolo dell'URSS e membro a pieno titolo del Comitato centrale del Partito comunista dell'Unione Sovietica. 
Nel 1934-1937 è stato anche vicepresidente del Consiglio del lavoro e della difesa (STO). 
Tra il 1929 e il 1930, tra la spinta all'industrializzazione del primo piano quinquennale, Mežlauk era caporedattore del principale quotidiano economico sovietico Torgovo-promyščlennaja gazeta (giornale del commercio e dell'industria), un periodico che nel 1930 cambiò nome in Za industrializaciju ("Per l'industrializzazione"). 
Fu autore di molte opere sull'economia socialista ed era ben noto per le sue caricature espressive dei funzionari sovietici, tra cui Nikolaj Bucharin e Lev Trockij, che fece durante le riunioni ufficiali e le conferenze del partito.

### Arresto e morte
Mežlauk fu arrestato il 1˚ dicembre 1937 con l'accusa di tradimento, sabotaggio industriale, contatti con il governo tedesco e capo di un'organizzazione terroristica controrivoluzionaria lettone. 
Fu condannato a morte il 28 luglio 1938 e giustiziato il giorno dopo. 
Venne riabilitato postumo nel marzo 1956.
| Controllo di autorità | VIAF (EN) 64811960 · ISNI (EN) 0000 0000 2957 0657 · LCCN (EN) n85829061 · GND (DE) 119183552 · J9U (EN, HE) 987007280008605171 |